# جيمس بي. ماك إيوان
جيمس بي. ماك إيوان (بالإنجليزية: James B. McEwan)‏ هو سياسي أمريكي، ولد في 7 فبراير 1855، وتوفي في 27 ديسمبر 1915. حزبياً، نشط في الحزب الجمهوري. وقد انتخب عضو جمعية ولاية نيويورك وانتخب عضو مجلس ولاية نيويورك.